# Calzada del Coto
Calzada del Coto é um município da Espanha na província de León, comunidade autónoma de Castela e Leão, de área 55,86 km² com população de 417 habitantes (2007) e densidade populacional de 5,17 hab./km².

## Demografia
| Variação demográfica do município entre 1991 e 2004 | Variação demográfica do município entre 1991 e 2004 | Variação demográfica do município entre 1991 e 2004 | Variação demográfica do município entre 1991 e 2004 |
| --------------------------------------------------- | --------------------------------------------------- | --------------------------------------------------- | --------------------------------------------------- |
| 1991                                                | 1996                                                | 2001                                                | 2004                                                |
| 347                                                 | 316                                                 | 293                                                 | 289                                                 |